# 芒特奧利夫 (密蘇里州)
芒特奧利夫（英語：Mount Olive），又名普里斯特（Priest），是位於美國密蘇里州約翰遜縣的非建制地區。

## 歷史
芒特奧利夫（名為普里斯特）的郵局於1899年設立，其後於1902年停運。

## 地理
芒特奧利夫所處的海拔為高於海平面228米（即748英呎），而該地所採用的時區為UTC-6，即北美中部時區（CST）。同時該地設有夏令時間，為UTC-6調快一小時，即UTC-5（CDT）。